# Logiciel de modélisation tridimensionnelle
 (décembre 2020).
Si vous disposez d'ouvrages ou d'articles de référence ou si vous connaissez des sites web de qualité traitant du thème abordé ici, merci de compléter l'article en donnant les références utiles à sa vérifiabilité et en les liant à la section « Notes et références ».

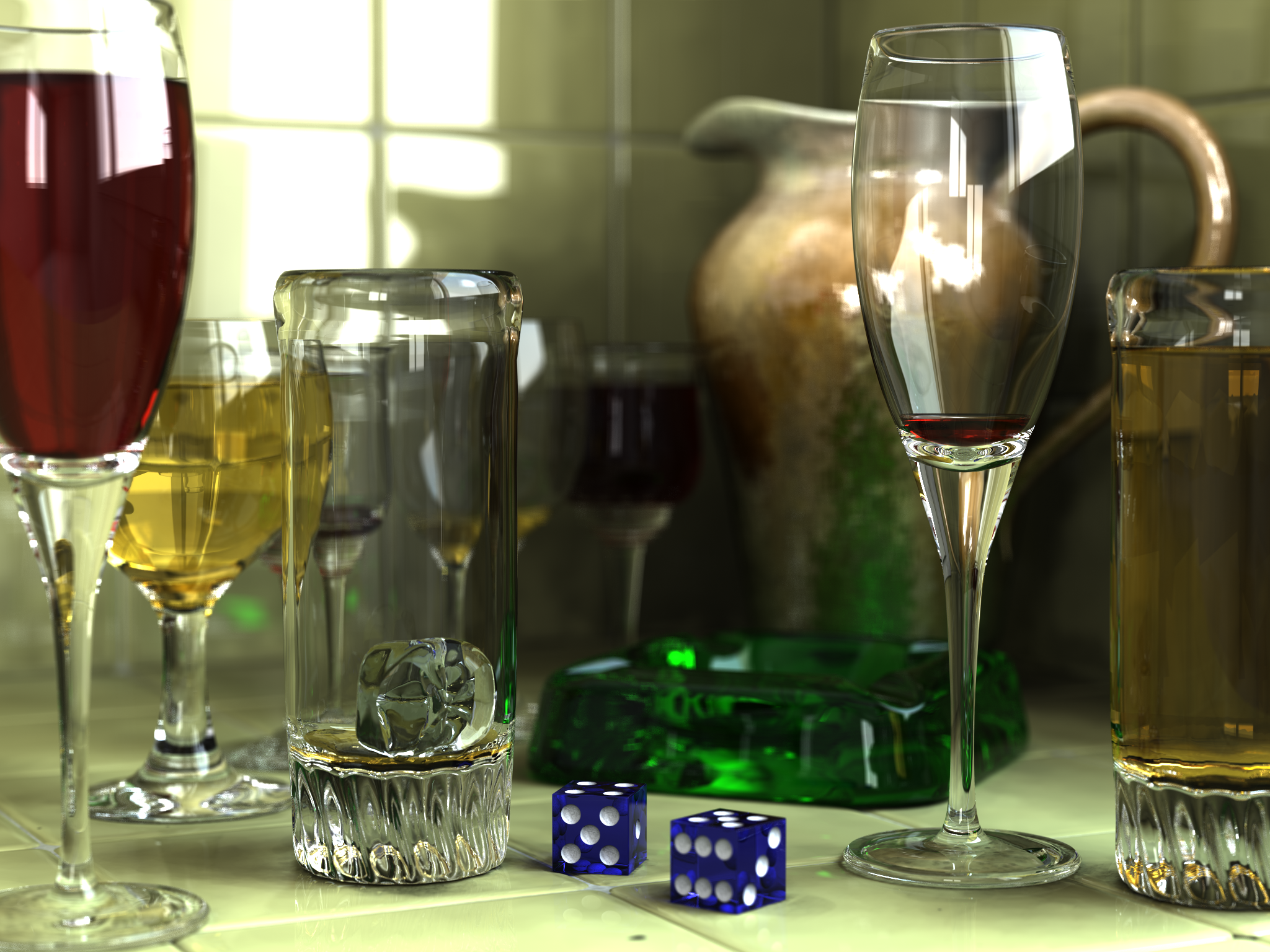
Image photoréaliste rendue par POV-Ray, et modélisée avec Rhino et Cinema 4D.

Un logiciel de modélisation tridimensionnelle, ou modeleur 3D, est un logiciel qui sert à créer des scènes 3D, composées de formes complexes, ou objets, en trois dimensions à partir de primitives de base ou de définition analytique. Les modeleurs 3D sont utilisés aussi bien dans l'industrie en conception assistée par ordinateur que par les infographistes qui réalisent des scènes dédiées aux jeux vidéo, à la réalisation d'animations pour le cinéma et à la création de présentations ou d'environnements de réalité virtuelle.

## Principe
Les logiciels de modélisation 3D se basent essentiellement sur la manipulation de formes de base. Ces formes de base utilisées peuvent être des cubes, des sphères ou des cônes, mais aussi des courbes de Bézier ou des NURBS, on parle alors de modeleur surfacique, à l'inverse des modeleurs polygonaux. L'utilisateur peut en ajouter ou en enlever à volonté.
Le logiciel propose généralement un ensemble d'outils qui permettent de modeler les formes de base afin d'obtenir des formes plus complexes, comme une voiture ou un personnage. Ces outils de modélisation peuvent être de simples transformations géométriques, et de la géométrie de construction de solides ou peuvent réaliser des transformations plus complexes, permettant de modifier des morceaux de la forme, de les découper ou de les tordre dans tous les sens. Les logiciels de modélisation 3D peuvent intervenir sur d'autres attributs comme la texture de l'objet, sa couleur, la manière dont il interagit avec la lumière, etc.
Le logiciel de modélisation 3D permet de sauvegarder la scène obtenue dans un fichier selon un format donné, afin qu'elle puisse être utilisée par un autre programme pour, par exemple, créer des animations ou des jeux. Le logiciel est également capable de gérer la position et l'orientation d'une caméra et la présence de différentes sources de lumière, permettant ainsi de regarder un point précis de la scène et d'en éclairer certaines parties.

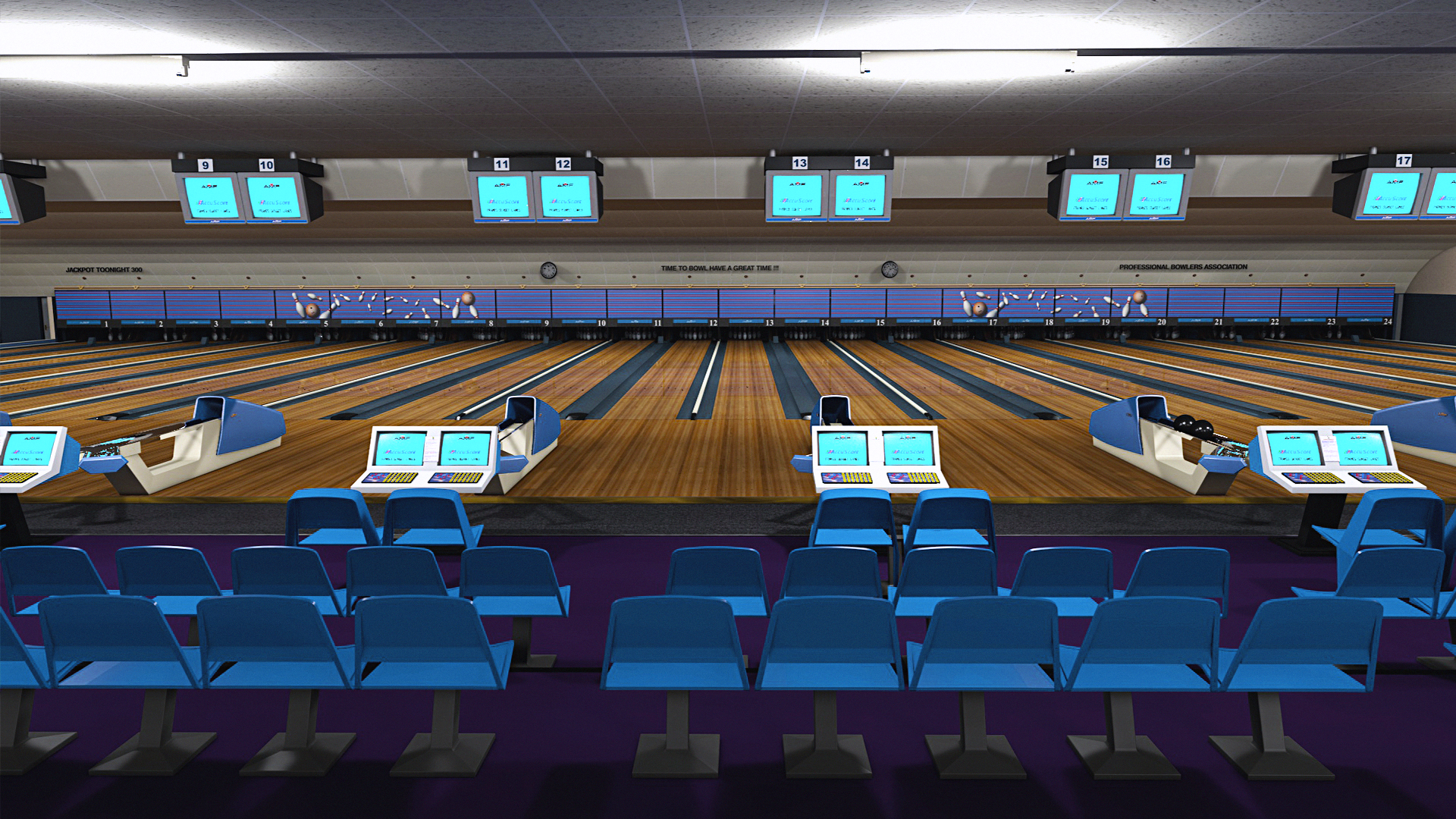
Pistes de Bowling modélisées et rendues sous Cinema 4D.

Il est très courant qu'un logiciel de modélisation 3D possède un module de rendu de scènes 3D. Le but de ce dernier est de créer des images ou des animations « réalistes » à partir des scènes modélisées.
Dans le cas de rendus très complexes et nécessitant des temps de calcul élevés, ces deux logiciels peuvent être distincts comme Blender et Yafray.

## Quelques logiciels de modélisation tridimensionnelle
Il existe une multitude de logiciels de modélisation 3D. En voici quelques-uns :
- Archicad
- 3DReshaper
- 3D Studio Max, et Gmax
- 3D Turbo
- Amapi
- Anim8or
- AutoCAD
- ARC PLUS
- Art of illusion
- Blender
- Bryce
- Catia
- Cinema 4D
- FreeCAD
- GPure
- Hamapatch
- HeeksCAD
- Hexagon
- Houdini
- InteriCAD 3D[1]
- Inventor
- Lightwave 3D
- MakeHuman
- Maya
- Metasequoia
- Modo
- Moment of Inspiration
- Moray
- Mudbox
- Open CASCADE Technology
- OpenFX
- Pro-Engineer
- Rhino 3d
- Silo
- SketchUp
- Softimage XSI
- KPovModeler
- Solid Edge
- SolidWorks
- Sweet home 3D
- Topas
- Tekla Structures
- Terragen
- TopSolid
- Vue d'Esprit
- Wings 3D
- Zone3[2]
- ZW3D

Chacun possède un point fort et un domaine de prédilection.
Toutefois, un éditeur de texte peut aussi être un modeleur 3D si l'utilisateur édite un fichier VRML, POV-Ray ou X3D (qui sont des formats lisibles de représentation de scènes 3D) ; tout comme un éditeur de texte est un éditeur de pages web en puissance : il faut dans ce cas maîtriser le langage de programmation concerné pour créer un fichier cohérent.

## La modélisation 3D appliquée à l’architecture
Les logiciels de modélisation 3D pour l’architecture permettent de concevoir un bâtiment en 3D. Il faut, en général, tracer la structure de l'édifice et les cloisons sur un plan 2D. Ensuite, le mode 3D permet de monter les cloisons, créer les ouvertures (portes et fenêtres), peindre les murs, appliquer un revêtement aux sols, meubler les pièces puis les décorer.
L’intérêt est de pouvoir simuler des idées de construction, d’aménagement ou d’ameublement dans le monde virtuel avant de les mettre en œuvre dans le monde réel. Les options peuvent ainsi être testées et partagées.
Les logiciels dédiés à ce type d’usage, peuvent être séparés en trois catégories d’accessibilité.

### Logiciels pour les amateurs
Ces logiciels sont gratuits et accessibles en ligne. Généralement proposés par les magasins d’ameublement (Ikea, BUT, etc.), ils permettent aux clients d’aménager leur cuisine, salon, chambre dans le monde virtuel avec les produits vendus dans le magasin. Les clients peuvent ainsi mieux se rendre compte de l’effet des produits sélectionnés dans leur intérieur. Finalement, l’utilisateur peut obtenir un devis de son projet en cliquant sur la touche appropriée.
Ces logiciels sont très simples d’utilisation, ergonomiques et intuitifs.

### Logiciels pour les semi-pro
Ces logiciels sont plus complexes et plus difficiles à maitriser. Ils permettent de simuler un ameublement ou une décoration mais également de transformer la structure de sa maison, de créer des ouvertures supplémentaires et d’en générer des plans utilisables par le maître d’œuvre ou les artisans (Sketchup, Sweet Home 3D, etc.)

### Logiciels pour les professionnels: architectes
Ces logiciels sont réservés aux personnes ayant suivi une formation en architecture. Ce sont des logiciels CAO pour l'architecture qui incluent la possibilité de modéliser et visualiser en 3D.